# Sarre Guarnieri
Baldassarre Guarnieri, detto Sarre (Firenze, 1904 – Firenze, 21 ottobre 1933), è stato un architetto italiano.

## Biografia
Si laureò nel 1932 presso la Regia Scuola Superiore di Architettura di Firenze con un progetto per l'Accademia Militare di Modena. Fece parte del Gruppo Toscano, insieme al quale vinse il Concorso per il nuovo fabbricato viaggiatori della stazione di Firenze Santa Maria Novella. Morì a soli 29 anni.

## Regesto delle opere
- Progetto per ambulatorio e dispensario gratuito nel quartiere di Santa Croce, 1931
- Allestimento della III Mostra Nazionale di Architettura Razionale, Firenze, Galleria Bellini, 1932 (in collaborazione con Adalberto Libera, Giovanni Michelucci)
- Progetto per l'Accademia Militare di Modena (Tesi di Laurea), 1932